# Мокшино (Тверська область)
Мокшино (рос. Мокшино) — присілок в Конаковському районі Тверської області Російської Федерації.
Населення становить 2166 осіб. Входить до складу муніципального утворення сільське поселення Завидово.

## Історія
Від 2005 року входить до складу муніципального утворення сільське поселення Завидово.

## Населення
| 2008 | 2010  |
| ---- | ----- |
| 2232 | ↘2166 |